# شهرستان مک‌کوک (داکوتای جنوبی)
شهرستان مک‌کوک، داکوتای جنوبی (به انگلیسی: McCook County, South Dakota) یک سکونتگاه مسکونی در ایالات متحده آمریکا است که در داکوتای جنوبی واقع شده‌است.

## خصوصیات
شهرستان مک‌کوک ۱٬۴۹۵ کیلومترمربع مساحت دارد.